# Aztek
Cet article possède des paronymes, voir Aztec et Aztèque.
Aztek est un personnage de fiction, super-héros appartenant à l'univers de DC Comics. Créé en août 1996 par le scénariste Grant Morrison et le dessinateur Mark Millar, il apparaît dans le premier numéro de la série éponyme Aztek, The Ultimate Man #1.

## Biographie du personnage

### La série
Dans la série, on découvre le héros, Uno, alors qu'il arrive à Vanity City. Il y adopte l'identité civile de Kurt Falconer et s'établit comme super-héros local, sous le nom d'Aztek.
On découvre au fil des épisodes qu'il appartient à la fondation Q, une société secrète de bannis religieux et de scientifiques renégats qui a prévu le retour du premier dieu aztèque, Quetzalcóatl, et la bataille finale entre lui et son frère Tezcatlipoca, censée avoir lieu à Vanity. En préparation, la base a créé des costumes de guerre qui doivent être portés par des individus particulièrement qualifiés. 
Dans le même temps, il rencontre des super-héros comme Batman, Superman et Green Lantern. Il s'agit en fait de manœuvres de Lex Luthor, qui finance la fondation Q afin d'avoir un héros pour infiltrer la Justice League of America. La série, malgré de très bonnes critiques, s'achève faute de ventes au #10, alors qu'Aztek rejoint la JLA.

### JLA
Aztek apparaît dans JLA #5 (mai 1997), série alors scénarisée par Grant Morrison, au cours duquel la JLA procède à des entretiens avec des candidats pour l'équipe. 
Il rejoint l'équipe dans le #10 (septembre 1997), début de la saga Rocks of Age (Temps troublés en VF) mais quittera l'équipe à son issue dans le #15, après avoir découvert l'implication de Luthor dans la Fondation Q. Au cours de la même histoire, on voit apparaître une nouvelle incarnation d'Aztek, sa remplaçante 15 ans dans le futur, une jeune femme noire qui dit que son prédécesseur a été tué 8 ans plus tôt. Elle se sacrifiera pour contrer les plans de Darkseid en faisant exploser la Lune et ce futur sera effacé.
Aztek décèdera dans JLA #41, à l'issue de la saga World War Three qui conclut le passage de Grant Morrison sur la JLA, en libérant les énergies de son costume pour combattre Maggedon, supposé être l'incarnation de Tezcatlipoca.
Il apparaîtra brièvement dans le crossover JLA/Avengers.

## Pouvoirs et capacités
Fonctionnant par les énergies de la quatrième dimension, le costume de guerre aztèque est une agglomération de magie et de technologie donnant à son porteur un choix de pouvoirs tels la super force, la super vitesse, la super ouïe, la vision télescopique, le rayon X, la vision infra-rouge, l’invisibilité et le vol.

## Apparitions dans d'autres médias
Aztek apparaît à plusieurs reprises dans la série animée La Ligue des justiciers.